# Buchanan (Oregon)
Buchanan az Amerikai Egyesült Államok északnyugati részén, Oregon állam Harney megyéjében, a U.S. Route 20 mentén elhelyezkedő önkormányzat nélküli település.

## Története
Nevét az 1886-ban letelepedő Buchanan-családról (William D. Buchananról és két fiáról, George-ról és Joe-ról) kapta. Az 1911 és 1919 között működő posta első vezetője Hattie E. Buchanan volt. 1978-ban egy bolt volt itt. Ma az Oard’s Service galériaként, gépjavítóként, benzinkútként, postaként és múzeumként szolgál. Az egykori iskola a Buchanan Springs mai területén feküdt.
William Buchanan és fiai  J. W. Buchanan egykori farmján postakocsi-állomást üzemeltettek, amelyet később Thomas Buchanan vett át. A Vale és Burns közötti utazók ételt is vásárolhattak (a lóval érkezők kedvezményt kaptak, azonban a takarmányért külön kellett fizetniük).

## Közlekedés
A településen megállnak a POINT Intercity Bus Service Bend és Ontario közötti járatai.

## Fordítás
- Ez a szócikk részben vagy egészben  a   Buchanan, Oregon című angol Wikipédia-szócikk ezen változatának fordításán alapul.  Az eredeti cikk szerkesztőit annak laptörténete sorolja fel. Ez a jelzés csupán a megfogalmazás eredetét és a szerzői jogokat jelzi, nem szolgál a cikkben szereplő információk forrásmegjelöléseként.